# Formula–1-es világbajnok konstruktőrök listája
A Formula–1-ben 1958 óta rendeznek konstruktőri világbajnokságot. Mivel a sportágat a saját tervezésű autóval versenyző csapatok határozták meg, később pedig ezt kötelezővé is tették, szokás „csapatbajnokságnak” is tekinteni. Az első világbajnok konstruktőr a Vanwall volt.
A konstruktőrök év végi pontjait 1978-ig úgy számították, hogy minden versenyen a legjobb versenyzőjük helyezését vették figyelembe. A világbajnokságba számító eredmények száma megegyezett az egyéni világbajnoksággal.
A jelenlegi rendszert 1979 óta alkalmazzák: a csapatok két-két versenyzőjének pontszámát minden futamon összeadják, a bajnokságba az összes eredmény számít (függetlenül az egyéni világbajnokság rendszerétől).
Eddig tizenkét alkalommal fordult elő, hogy a konstruktőri címet nem az a csapat nyerte, amelyiknek versenyzője egyéni világbajnok lett. A sportág legsikeresebb csapata a Ferrari, amely 16 konstruktőr-világbajnoki címet szerzett. A 2024. évi bajnokságot a McLaren nyerte.

## Idényenként
| Idény | Konstruktőr | Konstrukció      | Motor    | Gumiabroncs | Versenyzők                                                                        | Csapatvezető                     | Pole pozíció | Győzelem | Dobogó | Leggyorsabb kör | Pont  | Előny |
| ----- | ----------- | ---------------- | -------- | ----------- | --------------------------------------------------------------------------------- | -------------------------------- | ------------ | -------- | ------ | --------------- | ----- | ----- |
| 1958  | Vanwall     | Vanwall          | Vanwall  | D           | Stirling Moss Tony Brooks Stuart Lewis-Evans                                      | Tony Vandervell                  | 5            | 6        | 9      | 3               | 48    | 8     |
| 1959  | Cooper      | T51              | Climax   | D           | Jack Brabham* Stirling Moss Bruce McLaren                                         | John Cooper                      | 5            | 5        | 13     | 5               | 40    | 8     |
| 1960  | Cooper      | T51              | Climax   | D           | Jack Brabham* Bruce McLaren                                                       | John Cooper                      | 4            | 6        | 14     | 5               | 48    | 14    |
| 1961  | Ferrari     | 156              | Ferrari  | D           | Phil Hill* Wolfgang von Trips Giancarlo Baghetti                                  | Enzo Ferrari Romolo Tavoni       | 6            | 5        | 14     | 5               | 45    | 10    |
| 1962  | BRM         | P57              | BRM      | D           | Graham Hill*                                                                      | Arthur Owen                      | 1            | 4        | 8      | 3               | 42    | 6     |
| 1963  | Lotus       | 25               | Climax   | D           | Jim Clark*                                                                        | Colin Chapman                    | 7            | 7        | 9      | 6               | 54    | 18    |
| 1964  | Ferrari     | 158              | Ferrari  | D           | John Surtees* Lorenzo Bandini                                                     | Enzo Ferrari Eugenio Dragoni     | 2            | 3        | 10     | 2               | 45    | 3     |
| 1965  | Lotus       | 33               | Climax   | D           | Jim Clark*                                                                        | Colin Chapman                    | 6            | 6        | 7      | 6               | 54    | 9     |
| 1966  | Brabham     | BT 19, BT20      | Repco    | G           | Jack Brabham*                                                                     | Jack Brabham                     | 3            | 4        | 9      | 2               | 42    | 11    |
| 1967  | Brabham     | BT19, BT20, BT24 | Repco    | G           | Denny Hulme* Jack Brabham                                                         | Jack Brabham                     | 2            | 4        | 14     | 2               | 63    | 19    |
| 1968  | Lotus       | 49B              | Ford     | F           | Graham Hill* Jo Siffert Jim Clark Jackie Oliver                                   | Colin Chapman                    | 5            | 5        | 9      | 5               | 62    | 13    |
| 1969  | Matra       | MS10, MS80, MS84 | Ford     | D           | Jackie Stewart* Jean-Pierre Beltoise                                              | Ken Tyrrell                      | 2            | 6        | 10     | 6               | 66    | 17    |
| 1970  | Lotus       | 49C, 72C         | Ford     | F           | Jochen Rindt* Emerson Fittipaldi Graham Hill John Miles                           | Colin Chapman                    | 3            | 6        | 7      | 1               | 59    | 7     |
| 1971  | Tyrrell     | 001, 003         | Ford     | G           | Jackie Stewart* François Cevert                                                   | Ken Tyrrell                      | 6            | 7        | 11     | 4               | 73    | 37    |
| 1972  | Lotus       | 72D              | Ford     | F           | Emerson Fittipaldi*                                                               | Colin Chapman                    | 3            | 5        | 8      | 4               | 61    | 10    |
| 1973  | Lotus       | 72D, 72E         | Ford     | G           | 1. Emerson Fittipaldi 2. Ronnie Peterson                                          | Colin Chapman                    | 10           | 7        | 15     | 7               | 92    | 10    |
| 1974  | McLaren     | M23              | Ford     | G           | 5. Emerson Fittipaldi* 6. Denny Hulme 33. Mike Hailwood                           | Teddy Mayer                      | 2            | 4        | 10     | 1               | 73    | 8     |
| 1975  | Ferrari     | 312B3, 312 T     | Ferrari  | G           | 11. Clay Regazzoni 12. Niki Lauda*                                                | Enzo Ferrari Luca di Montezemolo | 9            | 6        | 11     | 6               | 72.5  | 18.5  |
| 1976  | Ferrari     | 312T, 312T2      | Ferrari  | G           | 1. Niki Lauda 2. Clay Regazzoni                                                   | Enzo Ferrari Daniele Audetto     | 4            | 6        | 13     | 7               | 83    | 9     |
| 1977  | Ferrari     | 312 T2           | Ferrari  | G           | 11. Niki Lauda* 12. Carlos Reutemann                                              | Enzo Ferrari Roberto Nosetto     | 2            | 4        | 16     | 3               | 95    | 33    |
| 1978  | Lotus       | 79               | Ford     | G           | 5. Mario Andretti* 6. Ronnie Peterson                                             | Colin Chapman                    | 12           | 8        | 14     | 7               | 86    | 28    |
| 1979  | Ferrari     | 312 T4           | Ferrari  | M           | 11. Jody Scheckter* 12. Gilles Villeneuve                                         | Enzo Ferrari Marco Piccinini     | 2            | 6        | 13     | 6               | 113   | 38    |
| 1980  | Williams    | FW07, FW07B      | Ford     | G           | 27. Alan Jones* 28. Carlos Reutemann                                              | Frank Williams                   | 3            | 6        | 18     | 5               | 120   | 54    |
| 1981  | Williams    | FW07C, FW07D     | Ford     | G           | 1. Alan Jones 2. Carlos Reutemann                                                 | Frank Williams                   | 2            | 4        | 13     | 7               | 95    | 34    |
| 1982  | Ferrari     | 126C2            | Ferrari  | G           | 27. Gilles Villeneuve 28. Didier Pironi (27). Patrick Tambay (28). Mario Andretti | Enzo Ferrari Marco Piccinini     | 3            | 3        | 11     | 2               | 74    | 5     |
| 1983  | Ferrari     | 126C2B, 126C3    | Ferrari  | G           | 27. Patrick Tambay 28. René Arnoux                                                | Enzo Ferrari Marco Piccinini     | 8            | 4        | 12     | 3               | 89    | 10    |
| 1984  | McLaren     | MP4/2            | TAG      | M           | 7. Alain Prost 8. Niki Lauda*                                                     | Ron Dennis                       | 3            | 12       | 18     | 8               | 143.5 | 86    |
| 1985  | McLaren     | MP4/2, MP4/2B    | TAG      | G           | 1. Niki Lauda 2. Alain Prost*                                                     | Ron Dennis                       | 2            | 6        | 12     | 6               | 90    | 8     |
| 1986  | Williams    | FW11             | Honda    | G           | 5. Nigel Mansell 6. Nelson Piquet                                                 | Patrick Head                     | 4            | 9        | 19     | 11              | 141   | 45    |
| 1987  | Williams    | FW11B            | Honda    | G           | 5. Nigel Mansell 6. Nelson Piquet*                                                | Frank Williams                   | 12           | 9        | 18     | 7               | 137   | 61    |
| 1988  | McLaren     | MP4/4            | Honda    | G           | 11. Alain Prost 12. Ayrton Senna*                                                 | Ron Dennis                       | 15           | 15       | 25     | 10              | 199   | 134   |
| 1989  | McLaren     | MP4/5            | Honda    | G           | 1. Ayrton Senna 2. Alain Prost*                                                   | Ron Dennis                       | 15           | 10       | 18     | 8               | 141   | 64    |
| 1990  | McLaren     | MP4/5B           | Honda    | G           | 27. Ayrton Senna* 28. Gerhard Berger                                              | Ron Dennis                       | 12           | 6        | 18     | 5               | 121   | 11    |
| 1991  | McLaren     | MP4/6            | Honda    | G           | 1. Ayrton Senna* 2. Gerhard Berger                                                | Ron Dennis                       | 10           | 8        | 18     | 4               | 139   | 14    |
| 1992  | Williams    | FW14B            | Renault  | G           | 5. Nigel Mansell* 6. Riccardo Patrese                                             | Frank Williams                   | 15           | 10       | 21     | 11              | 164   | 65    |
| 1993  | Williams    | FW15C            | Renault  | G           | 0. Damon Hill 2. Alain Prost*                                                     | Frank Williams                   | 15           | 10       | 22     | 10              | 168   | 84    |
| 1994  | Williams    | FW16             | Renault  | G           | 0. Damon Hill 2. Ayrton Senna (2). David Coulthard (2). Nigel Mansell             | Frank Williams                   | 6            | 7        | 13     | 8               | 118   | 15    |
| 1995  | Benetton    | B195             | Renault  | G           | 1. Michael Schumacher* 2. Johnny Herbert                                          | Flavio Briatore                  | 4            | 11       | 15     | 8               | 137   | 25    |
| 1996  | Williams    | FW18             | Renault  | G           | 5. Damon Hill* 6. Jacques Villeneuve                                              | Frank Williams                   | 12           | 12       | 21     | 11              | 175   | 105   |
| 1997  | Williams    | FW19             | Renault  | G           | 3. Jacques Villeneuve* 4. Heinz-Harald Frentzen                                   | Frank Williams                   | 10           | 8        | 15     | 9               | 123   | 21    |
| 1998  | McLaren     | MP4/13           | Mercedes | B           | 7. David Coulthard 8. Mika Häkkinen*                                              | Ron Dennis                       | 12           | 9        | 20     | 9               | 156   | 23    |
| 1999  | Ferrari     | F399             | Ferrari  | B           | 3. Michael Schumacher 4. Eddie Irvine (3). Mika Salo                              | Jean Todt                        | 3            | 6        | 17     | 6               | 128   | 4     |
| 2000  | Ferrari     | F1-2000          | Ferrari  | B           | 3. Michael Schumacher* 4. Rubens Barrichello                                      | Jean Todt                        | 10           | 10       | 21     | 5               | 170   | 18    |
| 2001  | Ferrari     | F2001            | Ferrari  | B           | 1. Michael Schumacher* 2. Rubens Barrichello                                      | Jean Todt                        | 11           | 9        | 24     | 3               | 179   | 77    |
| 2002  | Ferrari     | F2001, F2002     | Ferrari  | B           | 1. Michael Schumacher* 2. Rubens Barrichello                                      | Jean Todt                        | 10           | 15       | 27     | 12              | 221   | 129   |
| 2003  | Ferrari     | F2002, F2003-GA  | Ferrari  | B           | 1. Michael Schumacher* 2. Rubens Barrichello                                      | Jean Todt                        | 8            | 8        | 16     | 8               | 158   | 14    |
| 2004  | Ferrari     | F2004            | Ferrari  | B           | 1. Michael Schumacher* 2. Rubens Barrichello                                      | Jean Todt                        | 12           | 15       | 29     | 14              | 262   | 143   |
| 2005  | Renault     | R25              | Renault  | M           | 5. Fernando Alonso* 6. Giancarlo Fisichella                                       | Flavio Briatore                  | 7            | 8        | 18     | 3               | 191   | 9     |
| 2006  | Renault     | R26              | Renault  | M           | 1. Fernando Alonso* 2. Giancarlo Fisichella                                       | Flavio Briatore                  | 7            | 8        | 19     | 5               | 206   | 5     |
| 2007  | Ferrari     | F2007            | Ferrari  | B           | 5. Felipe Massa 6. Kimi Räikkönen*                                                | Jean Todt                        | 9            | 9        | 22     | 11              | 204   | 103   |
| 2008  | Ferrari     | F2008            | Ferrari  | B           | 1. Kimi Räikkönen 2. Felipe Massa                                                 | Stefano Domenicalli              | 8            | 8        | 19     | 13              | 172   | 21    |
| 2009  | Brawn GP    | BGP 001          | Mercedes | B           | 22. Jenson Button* 23. Rubens Barrichello                                         | Ross Brawn                       | 5            | 8        | 15     | 4               | 172   | 18,5  |
| 2010  | Red Bull    | RB6              | Renault  | B           | 5. Sebastian Vettel* 6. Mark Webber                                               | Christian Horner                 | 15           | 9        | 20     | 6               | 498   | 44    |
| 2011  | Red Bull    | RB7              | Renault  | P           | 1. Sebastian Vettel* 2. Mark Webber                                               | Christian Horner                 | 18           | 12       | 28     | 10              | 650   | 153   |
| 2012  | Red Bull    | RB8              | Renault  | P           | 1. Sebastian Vettel* 2. Mark Webber                                               | Christian Horner                 | 8            | 7        | 14     | 7               | 460   | 60    |
| 2013  | Red Bull    | RB9              | Renault  | P           | 1. Sebastian Vettel* 2. Mark Webber                                               | Christian Horner                 | 10           | 13       | 24     | 11              | 596   | 236   |
| 2014  | Mercedes    | F1 W05 Hybrid    | Mercedes | P           | 6. Nico Rosberg 44. Lewis Hamilton*                                               | Toto Wolff Paddy Lowe            | 18           | 16       | 31     | 11              | 701   | 296   |
| 2015  | Mercedes    | F1 W06 Hybrid    | Mercedes | P           | 6. Nico Rosberg 44. Lewis Hamilton*                                               | Toto Wolff Paddy Lowe            | 18           | 16       | 32     | 13              | 703   | 275   |
| 2016  | Mercedes    | F1 W07 Hybrid    | Mercedes | P           | 6. Nico Rosberg* 44. Lewis Hamilton                                               | Toto Wolff Paddy Lowe            | 20           | 19       | 33     | 9               | 765   | 297   |
| 2017  | Mercedes    | F1 W08 Hybrid    | Mercedes | P           | 44. Lewis Hamilton* 77. Valtteri Bottas                                           | Toto Wolff                       | 13           | 11       | 22     | 8               | 575   | 147   |
| 2018  | Mercedes    | W09 EQ Power+    | Mercedes | P           | 44. Lewis Hamilton* 77. Valtteri Bottas                                           | Toto Wolff                       | 13           | 11       | 25     | 10              | 655   | 84    |
| 2019  | Mercedes    | W10 EQ Power+    | Mercedes | P           | 44. Lewis Hamilton* 77. Valtteri Bottas                                           | Toto Wolff                       | 10           | 15       | 32     | 9               | 739   | 235   |
| 2020  | Mercedes    | W10 EQ Power+    | Mercedes | P           | 44. Lewis Hamilton* 77. Valtteri Bottas                                           | Toto Wolff                       | 15           | 13       | 25     | 9               | 573   | 254   |
| 2021  | Mercedes    | W10 EQ Power+    | Mercedes | P           | 44. Lewis Hamilton 77. Valtteri Bottas                                            | Toto Wolff                       | 9            | 9        | 28     | 10              | 613,5 | 28    |
| 2022  | Red Bull    | RB18             | Red Bull | P           | 1. Max Verstappen* 11. Sergio Pérez                                               | Christian Horner                 | 6            | 15       | 24     | 8               | 656   | 187   |
| 2023  | Red Bull    | RB19             | Red Bull | P           | 1. Max Verstappen* 11. Sergio Pérez                                               | Christian Horner                 | 14           | 21       | 30     | 11              | 860   | 451   |
| 2024  | McLaren     | MCL38            | Mercedes | P           | 4. Lando Norris 81. Oscar Piastri                                                 | Andrea Stella                    | 8            | 6        | 21     | 7               | 666   | 14    |
| Idény | Konstruktőr | Konstrukció      | Motor    | Gumiabroncs | Versenyzők                                                                        | Csapatvezető                     | Pole pozíció | Győzelem | Dobogó | Leggyorsabb kör | Pont  | Előny |

## Csapatonként
| Csapat   | Összes | Idény                                                        |
| -------- | ------ | ------------------------------------------------------------ |
| Ferrari  | 16     | 1961, 1964, 1975-1977, 1979, 1982-1983, 1999-2004, 2007-2008 |
| Williams | 9      | 1980-1981, 1986-1987, 1992-1994, 1996-1997                   |
| McLaren  | 9      | 1974, 1984-1985, 1988-1991, 1998, 2024                       |
| Mercedes | 8      | 2014-2021                                                    |
| Lotus    | 7      | 1963, 1965, 1968, 1970, 1972-1973, 1978                      |
| Red Bull | 6      | 2010-2013, 2022-2023                                         |
| Cooper   | 2      | 1959-1960                                                    |
| Brabham  | 2      | 1966-1967                                                    |
| Renault  | 2      | 2005-2006                                                    |
| Vanwall  | 1      | 1958                                                         |
| BRM      | 1      | 1962                                                         |
| Matra    | 1      | 1969                                                         |
| Tyrrell  | 1      | 1971                                                         |
| Benetton | 1      | 1995                                                         |
| Brawn GP | 1      | 2009                                                         |

## Nemzetenként
| Ország             | Csapat | Összes |
| ------------------ | ------ | ------ |
| Egyesült Királyság | 10     | 34     |
| Olaszország        | 1      | 16     |
| Németország        | 1      | 8      |
| Ausztria           | 1      | 6      |
| Franciaország      | 2      | 3      |

## Rekordok
- A legtöbb konstruktőr-világbajnoki cím: Ferrari – 16 (1961, 1964, 1975-1977, 1979, 1982-1983, 1999-2004, 2007-2008)
- A legtöbb, sorozatban elért világbajnoki cím: Mercedes – 8 (2014–2021)
- Legtöbb világbajnoki cím a motorgyártók között: Ferrari – 16 (1961, 1964, 1975-1977, 1979, 1982-1983, 1999-2004,  2007-2008)
- Legtöbb világbajnoki cím gumiszállítók között: Goodyear – 26 (1966-1967, 1971, 1973-1978, 1980-1983, 1985-1997)
- A legtöbb megszerzett pont egy világbajnokságban: Red Bull – 860 (2023)
- A legnagyobb pontelőnnyel megnyert világbajnokság: Red Bull – 451 (2023)
- A legkisebb pontelőnnyel megnyert világbajnokság: Ferrari – 3 (1964)
- A legtöbb győzelemmel megnyert világbajnokság: Red Bull – 21 (2023)
- A legkevesebb győzelemmel megnyert világbajnokság: Ferrari – 3 (1964, 1982)

## Lásd még
- Formula–1-es egyéni világbajnokok listája